# طبقة الأوزون

صورة توضح دورة حياة الأوزون والأكسجين في طبقة الأوزون

طبقة الأوزون هي جزء من الغلاف الجوي لكوكب الأرض والذي يحتوي بشكل مكثف على غاز الأوزون. وهي متمركزة بشكل كبير في الجزء السفلي من طبقة الستراتوسفير من الغلاف الجوي للأرض وهي ذات لون أزرق.
يتحول فيها جزء من غاز الأوكسجين إلى غاز الأوزون بفعل الأشعة فوق البنفسجية القوية التي تصدرها الشمس وتؤثر في هذا الجزء من الغلاف الجوي نظرا لعدم وجود طبقات سميكة من الهواء فوقه لوقايته. ولهذه الطبقة أهمية حيوية بالنسبة لنا فهي تحول دون وصول الموجات فوق البنفسجية القصيرة بتركيز كبير إلى سطح الأرض.
اكتشف كل من شارل فابري وهنري بويسون طبقة الأوزون في 1913 وتم معرفة التفاصيل عنها من خلال غوردون دوبسون الذي قام بتطوير جهاز لقياس الأوزون الموجود في طبقة الستراتوسفير من سطح الأرض.
بين سنة 1928 و1958 قام دوبسون بعمل شبكة عالمية لمراقبة الأوزون والتي ما زالت تعمل حتى وقتنا هذا. وحدة قياس دوبسون، هي وحدة لقياس مجموع الأوزون في العامود، سميت باسمه تكريمًا له.
خصوصا إذا علمنا ان غاز الاوزون والمتكون من ثلاث ذرات اوكسجين لونه مائل إلى الخضرة وان من أهم وظائف طبقة الأوزون هي حماية سطح الأرض من الأشعة الضارة للشمس من أن تصل لسطحها وخاصة الأشعة فوق البنفسجية، التي تسبب أضراراً بالغة للإنسان وخاصة سرطانات الجلد .. وأيضاً للحيوان والنبات على حد سواء.

## الأشعة الفوق بنفسجية والأوزون
دور طبقــة الأوزون:

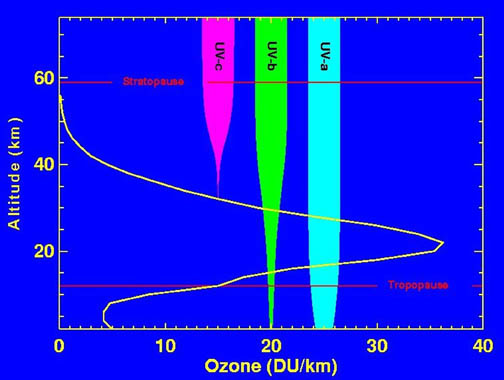
رسم بياني يوضح مستويات الأوزون عند ارتفاعات مختلفة ومنع الأشعة فوق البنفسجية

على الرغم من أن تركيز الأوزون في طبقة الأوزون قليل، إلا انه مهم بشكل كبير للحياة على الأرض، حيث انها تمنع تسرب الأشعة فوق البنفسجية الضارة (UV) التي تطلقها الشمس.
تم تصنيفها على حسب طول موجاتها إلى UV-A وUV-B وUV-C حيث تعتبر الأخيرة خطيرة جداً على البشر ويتم تنقيتها بشكل كامل من خلال الأوزون على ارتفاع 35 كيلومتر. مع ذلك يعتبر غاز الأوزون سام على ارتفاعات منخفضة حيث يسبب النزيف وغيرها.
من الممكن ان يؤدي تعرض الجلد لأشعة UV-B لاحتراقه (يظهر على شكل احمرار شديد); والتعرض الشديد له قد يؤدي إلى تغير في الشفرة الوراثية والتي تنتج عنها سرطان الجلد. مع ان طبقة الأوزون تمنع وصول الأشعة UV-B الا انه يصل بعضاً منها لسطح الأرض. معظم أشعة UV-A تصل الأرض وهي لا تضر بشكل كبير إلا انها من الممكن ان تسبب تغيير في الشفرة الوراثية أيضاً.
استنزاف طبقة الأوزون يسمح للأشعة فوق البنفسجية وتحديداً الأشعة ذات الموجات الأكثر ضررا أن تصل إلى سطح الأرض مما يؤدي إلى زيادة في احتمال حدوث تغييرات بالجينات الوراثية للأحياء على الأرض.

## حساسية الحمض النووي للأشعة فوق البنفسجية

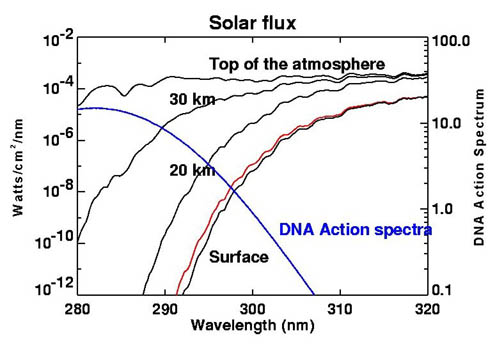
مستويات طاقة الأشعة فوق البنفسجية عند ارتفاعات مختلفة، الخط الأزرق يوضح حساسية الحمض النووي (DNA). اللون الأحمر يوضح مستوى الطاقة عند انخفاض 10% بنسبة الاوزون

لتقدير أهمية الوقاية من الأشعة فوق البنفسجية، نستطيع تفادي الضرر من التعرض للإشعاع في طيف ضوئي (action spectrum)، حيث يبين لنا تأثير الإشعاع البيولوجي حسب طول الموجات. من الممكن ان يكون التأثير حروق الجلد، تغير في نمو النبات أو تغيير في الحمض النووي (DNA). يتغير الضرر من التعرض للإشعاع على حسب طول الموجات. لحسن الحظ، يتغير تركيب الحمض النووي (DNA) بالموجات الأقل من 290 نانومتر والتي تقوم طبقة الأوزون بحجبها بشكل كبير. وفي الموجات الأطول التي يحجبها الاوزون بشكل بسيط لا يتضرر الحمض النووي بشكل كبير. لو قل الأوزون بنسبة 10%, سيتم التغيير بنسبة 22% في الحمض النووي من تأثير الأشعة الفوق بنفسجية. للعلم التغيير في الحمض النووي يؤدي إلى أمراض مثل سرطان الجلد، وهذا يوضح أهمية طبقة الاوزون على حياتنا.

## أيــن يتوزع الأوزون

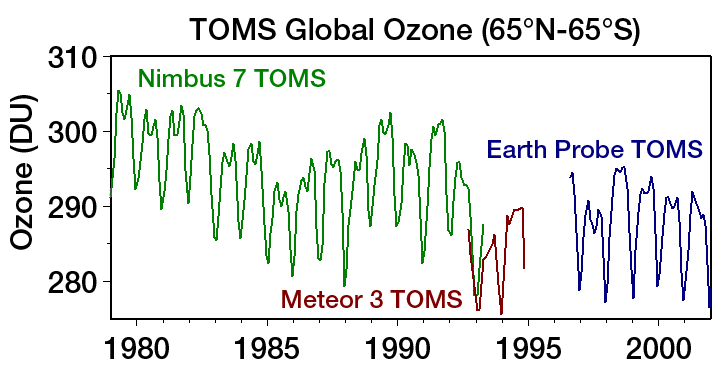
المتوسط الشهري العالمي لكمية الأوزون الإجمالية

سماكة الأوزون هي الكمية الإجمالية في عمود رأسي من الهواء وهي تختلف لأسباب كثيرة، حيث تكون اقل عند خط الاستواء وأكبر مع المرور عند القطبين. وهي تختلف أيضاً في المواسم، حيث تكون أكثر سماكة في فصل الربيع وأقل سماكة في فصل الخريف. والأسباب لذلك معقدة، يتضمن ذلك دورة الغلاف الجوي وقوة الشمس.
بما أن الأوزون الموجود في طبقة الستراتوسفير ينتج بسبب الأشعة الفوق البنفسجية الصادرة من اشعة الشمس، لذلك من المتوقع ان تكون أعلى مستويات الأوزون عند خط الاستواء وأقلها عند القطبين ولنفس السبب من الممكن الاستنتاج ان أعلى مستويات الأوزون في الصيف واقلها في الشتاء. غير أن ذلك غير صحيح حيث أن أعلى مستويات الأوزون متواجدة في القطبين الشمالي والجنوبي كما تكون أعلى في فصل الربيع وليس في الصيف، واقلها في فصل الخريف وليس الشتاء. خلال فصل الشتاء، تزداد سماكة طبقة الاوزون. تم تفسير هذه الأحجية من خلال دورة الرياح في طبقة الستراتوسفير والمعروفة بدورة بروير-دوبسون معظم الأوزون يتم إنتاجه فوق القطبين وتقوم دورة الرياح في طبقة الستراتوسفير من عند القطبين بإتجاه وبالعكس إلى ارتفاع اقل في طبقة الستراتوسفير.

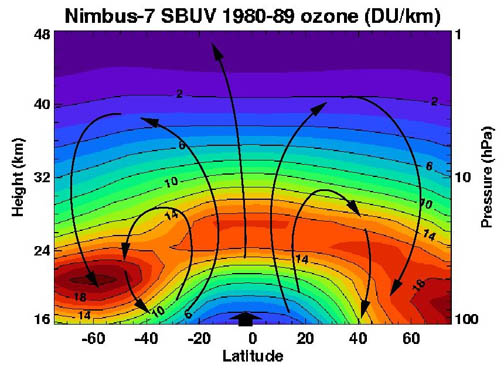
دورة بروير - دوبسون في طبقة الاوزون

طبقة الأوزون أكثر ارتفاعاً عند خط الاستواء وأقل انخفاضاً عند الابتعاد عن خط الاستواء، خصوصاً عند منطقة القطبين. تنوع الارتفاع في الأوزون سببه بطئ دورة الهواء التي ترفع الأوزون من طبقة الترابوسفير إلى الستراتوسفير.
كلما ابتعدنا عن خط الاستواء زادت سماكة الأوزون بإتجاه القطبين، بشكل عام كمية الأوزون الموجودة في القطب الشمالي أكثر منها في الجنوبي. بالإضافة إلى ذلك، تكون سماكة الأوزون في القطب الشمالي أكبر في فصل الربيع (مارس - أبريل) منها في القطب الجنوبي بينما تكون في القطب الجنوبي أكبر في فصل الخريف (سبتمبر - أكتوبر) منها في القطب الشمالي في نفس الفترة. في الواقع أكبر كميات الأوزون في جميع أنحاء العالم توجد في القطب الشمالي خلال فترة الربيع وفي خلال الفترة نفسها تكون أقل كميات الأوزون في جميع أنحاء العالم توجد في القطب الجنوبي خلال فترة الربيع بالقطب الجنوبي بشهري سبتمبر وأكتوبر وذلك بسبب ظاهرة ثقب الأوزون.

## استنزاف الأوزون

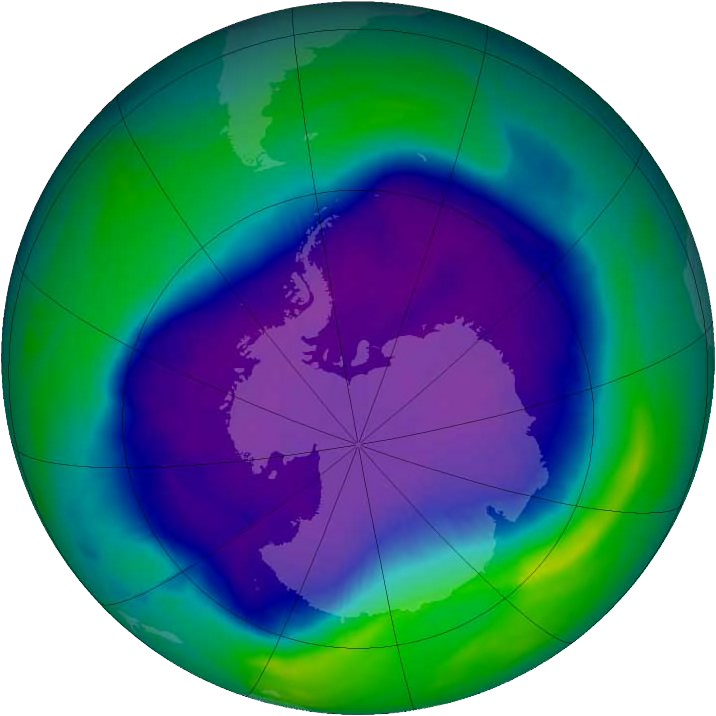
صورة من وكالة ناسا الفضائية تبين أقصى حجم لثقب الاوزون والذي بلغ قطره ٢٩.٥ مليون كيلو متر مربع وذلك يوم ٢٤ أيلول سبتمبر عام ٢٠٠٦.

من الممكن استنزاف طبقة الأوزون هيدروكسيل (OH), غاز الكلور (Cl) وغاز البرومين (Br). حيث يوجد مصادر طبيعية لجميع العناصر المذكورة، إلا أن تركيز غاز الكلور وغاز البرومين قد ارتفع ارتفاعًا ملحوظًا في السنوات الأخيرة وذلك بسبب إنتاج البشر لبعض المواد المركبة خصوصاً كلوروفلوروكربون (chlorofluorocarbon) والتي تعرف اختصاراً باسم (CFCs) وأيضاً بروموفلوروكربون.
هذه المركبات المستقرة كيميائية تستطيع ان تصل إلى طبقة الستراتوسفير حيث تعمل الأشعة فوق البنفسجية على تفكيك كل من الكلور والفلور.. يبدأ كل منهم بتحفيز سلسلة من التفاعل القادرة على تفكيك أكثر من 100,000 جزئ أوزون. الاوزون في الجزء الشمالي من الكرة الأرضية في انخفاض 4% كل عقد. تقريباً أكثر من 5% من سطح الأرض حول القطب الشمالي والقطب الجنوبي، أكثر (لكن بشكل موسمي) قد ينخفض; وهذا ما يسمى بـ ثقب الأوزون.

### الحلول المقترحة للتقليل من استنزاف الأوزون
السويد هي أول دولة تمنع استخدام الرشاشات (مثل المبيدات الحشرية) التي تقضي علي الحشرات والتي تحتوي على كلوروفلوروكربون (CFC) الذي يعمل علي تاكل طبقة الاوزون في 23 يناير، 1978. تلتها بعض الدول مثل الولايات المتحدة الأمريكية، كندا والنرويج. وقد منعت المجموعة الأوروبية اقتراح مشابه. حتى في الولايات المتحدة، ما زال غاز كلوروفلوروكربون يستخدم في أماكن أخرى مثل الثلاجات والمنظفات الصناعية حتى بعد اكتشاف ثقب طبقة الأوزون بالقطب الجنوبي في سنة 1985. بعد محادثات ومعاهدة دولية (بروتوكول مونتريال)، تم وقف إنتاج كلوروفلوروكربون (CFC) بشكل كبير ابتداً من 1987 وبشكل كامل في عام 1996.
في 2 اغسطس 2003, قام العلماء بالإعلان ان استنزاف طبقة الأوزون قد بدأ يتباطأ بعد حظر استخدام الكلوروفلوروكربون (CFC).
ثلاث أقمار اصطناعية وثلاث محطات ارضية اثبتت بطئ استنزاف طبقة الأوزون العليا بشكل كبير خلال العقد الماضي. تمت الدراسة من خلال منظمة الاتحاد الجيوفيزيائي الأمريكي (American Geophysical Union). بعض الانحلال ما زال قائم في طبقة الأوزون بسبب عدم قيام بعض الدول بمنع استخدام الكلوروفلوروكربون (CFC) بالإضافة إلى وجوده مسبقاً في طبقة الستراتوسفير قبل منع استخدامه، حيث له فترة انحلال طويلة من 50 إلى أكثر من 100 سنة، ولذلك تحتاج طبقة الأوزون لرجوعها بشكل كامل لعدة عقود.
حالياً يتم تركيب مكونات تحتوي على (C-H) لتحل كبديل لاستخدام الكلوروفلوروكربون (CFC) مثل هايدروكلوروفلوروكربون (HCFC)، حيث ان هذه المركبات أكثر نشاط ولحسن الحظ لا تبقى فترة كافية في الغلاف الجوي لتصل إلى طبقة الستراتوسفير حيث تؤثر على طبقة الأوزون.